# Fompedraza
Fompedraza – gmina w Hiszpanii, w prowincji Valladolid, w Kastylii i León, o powierzchni 16,39 km². W 2011 roku gmina liczyła 124 mieszkańców.